# Adelantado
 (février 2016).
Si vous disposez d'ouvrages ou d'articles de référence ou si vous connaissez des sites web de qualité traitant du thème abordé ici, merci de compléter l'article en donnant les références utiles à sa vérifiabilité et en les liant à la section « Notes et références ».
Un Adelantado (« Avancé » en français) était un fonctionnaire de la Couronne de Castille qui, au bas Moyen Âge, avait un mandat judiciaire et gouvernemental sur une circonscription.
L'office d'Adelantado a été réactivé et transformé lors de la découverte et de la conquête des Amériques. Le roi d'Espagne accordait (de manière viagère ou en propriété) à une personne le titre d'Adelantado des terres qu'il découvrirait, conquerrait et peuplerait aux Indes.
On peut dire que, comme les autres conquistadors, les aspirants au titre d'Adelantado entreprenaient des expéditions sur leurs fonds privés dans l'espoir d'une récompense économique, politique et sociale de la Couronne. Comme ce fut le cas en Castille, l'office d´Adelantado est tombé en désuétude au profit d'autres institutions créées par la Couronne espagnole pour contrôler le territoire des Amériques : Vice-roi, Audiencia, Capitanía General, etc.